# Richard Bingham, VII conte di Lucan
Richard John Bingham, VII conte di Lucan (Marylebone, 18 dicembre 1934 – dichiarato presunto morto il 3 febbraio 2016), è stato un nobile britannico.
Era un aristocratico anglo-irlandese, figlio maggiore di George Bingham, VI conte di Lucan, di sua moglie Kaitlin Dawson. Dopo essere stato sfollato durante la seconda guerra mondiale, Lucan tornò a frequentare l'Eton College e dal 1953 al 1955 servì con le Coldstream Guards in Germania Ovest. Sviluppò un gusto per il gioco d'azzardo e, esperto di backgammon e bridge, divenne uno dei primi membri del Clermont Club. Sebbene le sue perdite spesso superassero le sue vincite, lasciò il lavoro in una banca d'affari con sede a Londra e divenne un giocatore professionista. Ebbe il titolo sussidiario di lord Bingham dall'aprile del 1949 fino al gennaio del 1964, durante la vita di suo padre.
Venne preso in considerazione per il ruolo di James Bond negli adattamenti cinematografici dei romanzi di Ian Fleming. Era noto per i suoi gusti costosi, possedeva barche a motore e guidava un'Aston Martin. Nel 1963 sposò Veronica Duncan, dalla quale ebbe tre figli. Quando il matrimonio finì, alla fine del 1972, lasciò la casa di famiglia al numero 46 di Lower Belgrave Street, nel quartiere di Belgravia a Londra per trasferirsi in una proprietà vicina. Seguì un'amara battaglia per la custodia dei figli, che Lucan perse. Cominciò quindi a spiare sua moglie e a registrare le conversazioni telefoniche, apparentemente ossessionato dal recupero della custodia dei bambini. Questa fissazione, combinata con le sue perdite di gioco, ebbe un effetto drammatico sulla sua vita e sulle sue finanze personali.
La sera del 7 novembre 1974, la bambinaia dei figli, Sandra Rivett, fu percossa a morte nel seminterrato della casa della famiglia Lucan. Anche lady Lucan fu attaccata e in seguito identificò il marito come il suo assalitore. Mentre la polizia iniziava la loro indagine per omicidio, Lucan telefonò a sua madre, chiedendole di radunare i bambini, e poi guidò una Ford Corsair, presa in prestito a casa di un amico a Uckfield, nell'East Sussex. Ore dopo, lasciò la proprietà e svanì senza lasciare traccia. L'auto fu trovata abbandonata a Newhaven, con il suo interno macchiato di sangue e con un pezzo di tubo di piombo fasciato simile a uno trovato sulla scena del crimine. Fu quindi emesso un mandato per l'arresto di lord Lucan, e in sua assenza l'inchiesta sulla morte della Rivett lo condannò come colpevole del delitto. Fu l'ultima volta in Gran Bretagna che un tribunale del coroner emise una sentenza per omicidio.
All'interno del paese vi è tuttora un continuo interesse per il destino finale di lord Lucan. Dall'omicidio della Rivett, centinaia di avvistamenti vennero segnalati in vari paesi in tutto il mondo. Nessuno fu mai provato. Nonostante un'inchiesta della polizia e un enorme interesse della stampa, lord Lucan non venne mai trovato ed è ritenuto morto dal 2016.

## Primi anni di vita e formazione
Richard John Bingham nacque al 19 Bentinck Street di Marylebone, Londra, il 18 dicembre 1934 ed era il secondo figlio, primo maschio, di George Bingham, VI conte di Lucan, un pari anglo-irlandese, e di sua moglie Kaitlin Elizabeth Anne Dawson. Un coagulo di sangue trovato nel polmone costrinse la madre a rimanere in una casa di cura, così John fu inizialmente curato dalla bambinaia di famiglia. A tre anni, iniziò a frequentare una scuola preparatoria in Tite Street con la sorella maggiore Jane ma, nel 1939, con l'avvicinarsi della guerra, i due furono portati nel più sicuro Galles. L'anno seguente, raggiunti dai fratelli più piccoli Sally e Hugh, i bambini andarono a Toronto e poco dopo a Mount Kisco, New York. Rimasero per cinque anni affidati alla multimilionaria Marcia Brady Tucker. John venne iscritto alla Harvey School e trascorreva le vacanze estive lontano dai suoi fratelli in un campo estivo nei monti Adirondack.
Mentre erano negli Stati Uniti, John e i suoi fratelli vissero nella ricchezza e non ebbero alcun limite di spesa. Al loro ritorno in Inghilterra, nel febbraio del 1945, si trovarono di fronte alle dure realtà del Regno Unito post-bellico. Il razionamento era ancora in vigore, la loro ex casa a Cheyne Walk era stata bombardata e la casa al 22 di Eaton Square aveva le finestre distrutte. Nonostante la nobile ascendenza della famiglia, il VI conte e sua moglie erano agnostici e socialisti e preferivano un'esistenza più austera di quella offerta da Tucker, di fede cristiana ed estremamente ricca. Per un certo periodo, John soffrì di incubi e fu condotto da uno psicoterapeuta. Da adulto rimase agnostico, ma si assicurò che i suoi figli frequentassero la scuola domenicale, preferendo dare loro un'infanzia tradizionale.
Mentre studiava all'Eton College, John sviluppò un gusto per il gioco d'azzardo. Integrava la sua paghetta con le entrate derivanti dalle scommesse, mettendo i suoi guadagni in un conto bancario segreto. Regolarmente lasciava i terreni della scuola per partecipare alle corse di cavalli. Secondo sua madre il suo curriculum accademico era "tutt'altro che credibile", ma divenne capitano della Roe's House, prima di partire nel 1953 per svolgere il servizio militare. Divenne sottotenente nel reggimento di suo padre, le Coldstream Guards, e fu di stanza principalmente a Krefeld, nella Germania Ovest. Mentre era lì, divenne anche un appassionato giocatore di poker.

## Carriera
Dopo essersi congedato dall'esercito nel 1955, Lucan fu assunto da una banca d'affari con sede a Londra, la William's Sons and Co., con uno stipendio annuo di 500 sterline. Nel 1960 incontrò Stephen Raphael, un ricco agente di cambio che era un abile giocatore di backgammon. Andarono in vacanza insieme alle Bahamas, praticarono lo sci d'acqua e giocarono a golf, backgammon e poker. Lucan divenne un giocatore d'azzardo regolare e uno dei primi membri del Clermont Gaming Club di John Aspinall, che aveva sede in Berkeley Square. Vinceva spesso le partite di bridge e backgammon con grande abilità ma accumulò anche enormi perdite. In un'occasione perse 8000 sterline, circa due terzi dei soldi che riceveva ogni anno dai vari trust di famiglia. In un'altra notte disastrosa in un casinò perse 10000 sterline. Quella volta John Bevan, suo zio e agente di cambio, lo aiutò a pagare il debito. Lucan risarcì lo zio due anni dopo.
Lucan lasciò Brandt's verso il 1960, poco dopo aver vinto 26000 sterline nel chemin de fer. Un suo collega era stato promosso prima di lui disse che lasciò il lavoro dicendo: "Perché dovrei lavorare in una banca, quando posso guadagnare un anno di stipendio in una sola notte ai tavoli?" Si recò quindi negli Stati Uniti, dove giocò a golf, navigò con le barche a motore e guidò la sua Aston Martin lungo la costa occidentale. Visitava spesso la sua sorella maggiore Jane, e la sua ex bambinaia, Marcia Tucker. Al suo ritorno in Inghilterra, si trasferì dalla casa dei suoi genitori a St John's Wood, in un appartamento a Park Crescent.

## Vita personale

### Matrimonio
Lucan incontrò la sua futura moglie, Veronica Duncan, all'inizio del 1963. Ella nacque nel 1937 dal maggiore Charles Moorhouse Duncan e sua moglie, Thelma. Suo padre era morto in un incidente automobilistico mentre era ancora molto giovane. In seguito la famiglia si era trasferita in Sudafrica. Sua madre si risposò e quando il suo nuovo patrigno divenne direttore di un hotel a Guildford, la famiglia tornò in Inghilterra. Insieme a sua sorella, Christina, venne educata alla St Swithun's School di Winchester e dopo aver dimostrato un talento per l'arte continuò a studiare in un college d'arte a Bournemouth. Le due sorelle in seguito condivisero un appartamento a Londra, dove Veronica lavorò come modella e in seguito come segretaria. Il matrimonio di Christina con il ricco William Shand Kydd (fratellastro di Peter Shand Kydd, patrigno di Diana Spencer, in seguito Principessa di Galles) la presentò all'alta società londinese e fu in una partita di golf che Veronica e lord Lucan si conobbero.

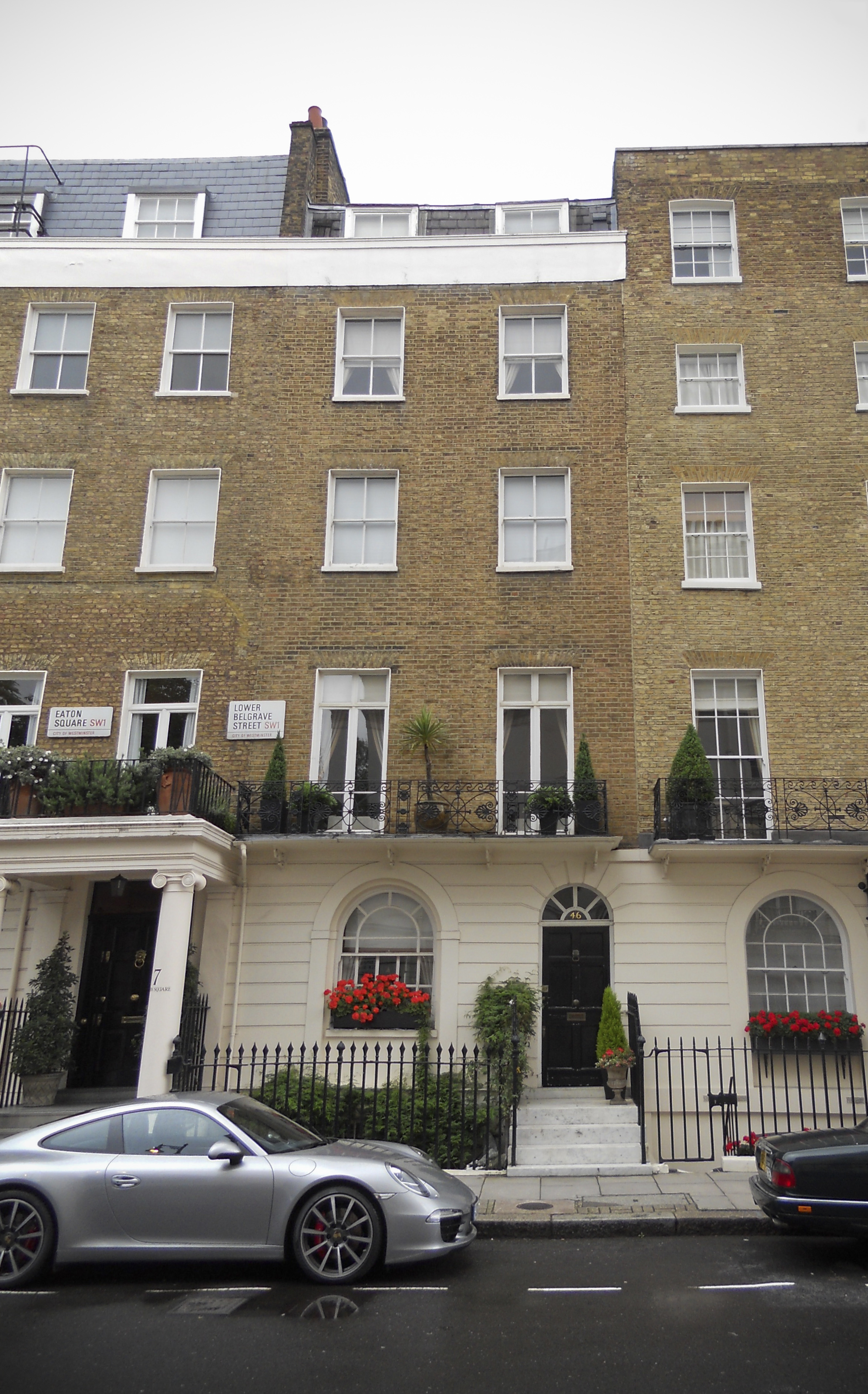
Il 46 di Lower Belgrave Street nel quartiere londinese di Belgravia.

La notizia del loro fidanzamento apparve sui giornali The Times e The Daily Telegraph il 14 ottobre 1963. Si sposarono nella chiesa della Santissima Trinità di Brompton il 20 novembre. Dopo una cerimonia alla quale partecipò la principessa Alice, contessa di Athlone, una delle sue dame di compagnia era parente di lady Lucan, ma da pochi altri eminenti membri dell'alta società, la coppia si recò nel continente, viaggiando in prima classe sull'Orient Express. Le finanze già in bilico di lord Lucan ricevettero una spinta positiva da suo padre che gli fornì un accordo sul matrimonio progettato per finanziare una casa di famiglia più grande e qualsiasi futura aggiunta alla famiglia Lucan. Quest'ultimo ripagò alcuni dei suoi creditori e acquistò una residenza al 46 di Lower Belgrave Street, Belgravia, ridecorandolo per soddisfare i gusti di Veronica. Due mesi dopo il matrimonio, il 21 gennaio 1964, il VI conte di Lucan morì per un infarto. Oltre a una quota ereditaria di 250000 sterline, Lucan acquisì anche i titoli del padre: conte di Lucan; barone Lucan di Castlebar; barone Lucan di Melcombe Lucan e baronetto Bingham di Castlebar. Sua moglie divenne contessa di Lucan. La loro prima figlia, Frances, nacque il 24 ottobre 1964 e all'inizio dell'anno successivo assunsero una tata, Lillian Jenkins, per prendersi cura di lei. Lord Lucan cercò di insegnare a Veronica a giocare d'azzardo e le attività tradizionali come caccia, tiro e pesca. Le fece prendere lezioni di golf anche se poi abbandonò lo sport.
La routine quotidiana di lord Lucan consisteva nella colazione alle 9, nel caffè, nel trattare le lettere del mattino, leggere i giornali e suonare il piano. A volte faceva jogging nel parco e portava il suo dobermann a fare passeggiate. Il pranzo al Clermont Club era seguito da partite pomeridiane di backgammon. Tornava poi a casa per mettersi in abito da sera e trascorrere il resto della giornata al Clermont, giocando d'azzardo fino a tardi, a volte accompagnato da Veronica. Nel 1956, mentre lavorava ancora da Brandt's, aveva scritto del suo desiderio di avere "2 milioni di sterline in banca", sostenendo che "automobili, yacht, vacanze costose e sicurezza per il futuro avrebbero dato a me stesso e a molte altre persone molto piacere". Fu descritto dai suoi amici come un uomo timido e taciturno, ma che grazie alla sua statura imponente, i "lussuriosi baffi da guardia" e i modi da macho, era divenuto popolare. La sua dissolutezza si estese al noleggio di aerei privati per portare i suoi amici alle gare, al chiedere a un rivenditore di auto che conosceva di procurarsi una cabriolet Aston Martin, al bere costosa vodka russa e all'usare motoscafi da competizione. Nel settembre del 1966, senza successo, fece un provino per una parte nel film Sette volte donna. Questo lo spinse a rifiutare l'offerta fattagli dal produttore cinematografico Cubby Broccoli di testarlo per il ruolo di James Bond.
Come giocatore professionista era indubbiamente un esperto, valutato tra i migliori dieci giocatori di backgammon del mondo. Vinse il torneo del St James's Club e fu anche campione della costa occidentale d'America. Si guadagnò quindi il soprannome "Lucky" Lucan, anche se in realtà era tutt'altro che fortunato, in quanto le sue perdite superavano spesso le sue vincite. Aveva interessi nei cavalli purosangue e nel 1968 pagò di più in tasse d'iscrizione alle gare di quanto non ottenesse dalle vincite. Nonostante alcune discussioni sul denaro, sua moglie rimase in gran parte all'oscuro delle sue perdite, mantenendo l'uso di conti presso i sarti di Savile Row e vari negozi di Knightsbridge. A seguito delle nascite di George (nel 1967) e di Camilla (nel 1970), la moglie soffrì di depressione post-partum. Lord Lucan fu sempre più coinvolto nel suo benessere mentale e nel 1971 la portò a farsi curare in una clinica psichiatrica di Hampstead, dove lei tuttavia rifiutò di ricoverarsi. Accettò invece le visite a domicilio di uno psichiatra e una cura a base di antidepressivi. Nel luglio del 1972 la famiglia andò in vacanza a Monte Carlo, ma Veronica tornò rapidamente in Inghilterra, lasciando Lucan con i loro due figli maggiori. Le pressioni derivanti dal mantenere le finanze, dai costi derivati dalla dipendenza da gioco e dalle deboli condizioni mentali di Veronica misero in crisi il matrimonio. Due settimane dopo un Natale di famiglia molto teso nel 1972, Lucan si trasferì in una piccola proprietà a Eaton Row.

### Separazione
Alcuni mesi dopo, Lucan si trasferì in un appartamento più grande in affitto nella vicina Elizabeth Street. Nonostante un primo tentativo di riconciliazione da parte della moglie, a quel punto tutto ciò che Lucan voleva dal matrimonio era la custodia dei suoi figli. Nel tentativo di dimostrare che Veronica non era adatta a prendersi cura di loro, iniziò a spiare la sua famiglia (la sua auto era regolarmente parcheggiata in Lower Belgrave Street), assumendo poi investigatori privati per eseguire lo stesso compito. Lucan interpellò anche dei medici che spiegarono che sua moglie non era "impazzita", ma soffriva di depressione e ansia. Lucan disse ai suoi amici che nessuno avrebbe lavorato per Veronica. Licenziò quindi la bambinaia dei figli, Lillian Jenkins, nel dicembre del 1972. A una delle bambinaie impiegate in casa, la ventiseienne Stefanja Sawicka, Veronica disse che Lucan l'aveva colpita con un bastone e che, in un'occasione, l'aveva spinta giù per le scale. La contessa apparentemente temeva per la sua sicurezza e disse a Sawicka di non essere sorpresa "se un giorno l'avrebbe uccisa".
Il periodo in cui la Sawicka lavorò in casa Lucan terminò alla fine del marzo 1973. Mentre era con due dei bambini vicino a Grosvenor Place, fu affrontata da Lucan e da due investigatori privati. Le dissero che i bambini erano stati affidati al tribunale e che lei doveva lasciarli sotto la loro custodia, cosa che lei fece. Frances venne presa a scuola più tardi nel corso della giornata. Lady Lucan chiese alla corte di far ritornare i bambini ma, preoccupato per la complessità del caso, il giudice fissò una data per l'udienza tre mesi dopo, per il giugno del 1973. Per difendersi dalle affermazioni di Lucan sul suo stato mentale, Veronica prenotò un soggiorno di quattro giorni presso la Priory Clinic di Roehampton. Anche se venne riconosciuto che lei aveva ancora bisogno di un sostegno psichiatrico, i medici riferirono che non c'era alcuna indicazione che fosse malata di mente. Il ricorso presentato da Lucan poggiava sul fatto che Veronica non fosse in grado di prendersi cura dei bambini ma all'udienza questi fu invece costretto a giustificare il proprio comportamento nei suoi confronti. Dopo diverse settimane di testimonianze e lunghe discussioni a porte chiuse, su consiglio dei suoi avvocati Lucan ritirò il suo ricorso. Non favorevolmente impressionato da Lucan, il giudice Rees assegnò la custodia dei figli a Veronica. Il conte fu autorizzato a vederli ogni due fine settimana.
Iniziò così un'aspra disputa tra i due che coinvolse molti dei loro amici e la sorella di Veronica. Lucan cominciò di nuovo a monitorare i movimenti di sua moglie. Registrava alcune delle loro conversazioni telefoniche con un piccolo registratore Sony che poi riproduceva di fronte agli amici. Disse loro - e anche al suo direttore di banca - che lady Lucan "aveva speso soldi come l'acqua". Continuava a pagarle 40 sterline a settimana e le annullò la regolare ordinazione di cibo da Harrods. Ritardò il pagamento al lattaio e, sapendo che Veronica era stata obbligata dal tribunale ad assumere una tata, all'agenzia per l'infanzia. Non avendo un reddito personale, Veronica cominciò a lavorare part-time in un ospedale locale. A una bambinaia temporanea, Elizabeth Murphy, lord Lucan pagò da bere e le chiese informazioni su sua moglie. Incaricò una agenzia investigativa di indagare sulla Murphy, alla ricerca di prove che stava fallendo nel suo dovere di diligenza nei confronti dei suoi figli. Questi lavorarono ma lord Lucan rinunciò ai servigi dell'agenzia investigativa quando gli notificarono fatture per diverse centinaia di sterline. La Murphy fu in seguito ricoverato in ospedale per un tumore. Un'altra bambinaia temporanea, Christabel Martin, riferì di strane telefonate alla casa, alcune delle quali con respiri pesanti, e altre di un uomo che chiedeva di persone inesistenti. Dopo una serie di tate temporanee, fu assunta Sandra Rivett che iniziò a lavorare alla fine del 1974.

### Gioco d'azzardo
La perdita del caso giudiziario si rivelò devastante per Lucan. Gli era costata una cifra prossima alle 20000 sterline e alla fine del 1974 la sua posizione finanziaria era disastrosa. Beveva sempre più pesantemente e iniziò a fumare a catena. I suoi amici cominciarono a preoccuparsi. Nelle conversazioni ubriache con alcuni di loro, tra cui con la madre di Aspinall, lady Osborne e suo figlio, Lucan discusse del proposito di uccidere sua moglie. Greville Howard in seguito rilasciò una dichiarazione alla polizia che descriveva di come Lucan avesse parlato di come l'uccidere sua moglie avrebbe potuto salvarlo dalla bancarotta, di come il suo corpo potesse essere gettato nel Solent e del modo in cui "non sarebbe mai stato catturato". Lucan prese in prestito 4000 sterline da sua madre e chiese a Marcia Tucker un prestito di altre 100000. Non avendo fortuna lì, scrisse al figlio di Tucker, spiegando di come desiderava "comprare" i suoi figli da Veronica. Si rivolse ai suoi amici e conoscenti, chiedendo a chiunque fosse plausibile di prestargli dei soldi per finanziare la sua dipendenza dal gioco. Il finanziere James Goldsmith garantì per lui un surplus di 5000 sterline, che per anni rimase non pagato. Lucan fece domanda di finanziamenti anche all'Edgware Trust. Su richiesta, fornì dettagli sul suo reddito, apparentemente di circa 12000 sterline l'anno provenienti dai vari trust di famiglia. Gli fu richiesto di fornire una fideiussione e ricevette solo 3000 sterline invece delle 5000 richieste. Con grande costernazione dei loro manager, i suoi quattro conti bancari furono cancellati. Aveva depositato: 2841 sterline a Coutts, 4379 sterline alla Lloyds Banking Group, 1290 sterline alla National Westminster Bank e 5667 alla Midland Bank. Anche se a quel punto giocava per una posta molto inferiore rispetto a prima, il vizio per il gioco d'azzardo di Lucan era completamente fuori controllo. Ranson nel 1994 stimò che tra il settembre e l'ottobre del 1974 il conte avesse accumulato debiti per circa 50000 sterline. Taki Theodoracopulos, che fu amico intimo di Lucan per oltre un decennio, gli prestò 3000 sterline in contanti tre notti prima dell'omicidio.
Nonostante questi problemi, dalla fine di ottobre del 1974 il suo comportamento sembrò cambiare in meglio. Il suo testimone di nozze, John Wilbraham, osservò che l'apparente ossessione di Lucan per la riconquista dei suoi figli era diminuita. Mentre cenava con sua madre, disse di aver messo da parte i suoi problemi familiari per interessarsi alla politica. Il 6 novembre incontrò suo zio John Bevan, apparentemente di buon umore. Più tardi quel giorno incontrò la ventunenne Charlotte Andrina Colquhoun, che disse che "sembrava molto felice, come al solito, e non c'era nulla che potesse suggerire che fosse preoccupato o depresso". Al Clermont pranzò con il pilota Graham Hill. A quel tempo, i casinò potevano aprire solo tra le 2 e le 4 del mattino, quindi Lucan giocava spesso nelle prime ore del giorno. Prendeva delle compresse per affrontare l'insonnia e quindi di solito si svegliava all'ora di pranzo. Tuttavia, il 7 novembre, ruppe la routine, chiamò il suo avvocato e alle 10.30 ricevette una telefonata da Colquhoun. Si accordarono per mangiare al Clermont verso le 15 ma Lucan non si presentò. Colquhoun si recò nei club Clermont e Ladbroke e oltrepassò Elizabeth Street ma non riuscì a trovare la sua auto da nessuna parte. Lucan non si presentò nemmeno al suo appuntamento pomeridiano con l'artista Dominic Elwes e con il banchiere Daniel Meinertzhagen, sempre al Clermont.
Alle 16 Lucan chiamò una farmacia in Lower Belgrave Street, vicino alla casa di Veronica, e chiese al farmacista di identificare una piccola capsula. Si rivelò essere Limbitrol 5, un farmaco per il trattamento di ansia e depressione. A quanto pare, Lucan aveva fatto parecchie visite simili da quando si era separato dalla moglie. Non aveva però mai detto al farmacista dove prendeva i farmaci. Alle 16:45 chiamò un amico, l'agente letterario Michael Hicks-Beach, e tra le 18:30 e le 19 si incontrò con lui nel suo appartamento su Elizabeth Street. Lucan voleva il suo aiuto per un articolo sul gioco d'azzardo che gli era stato chiesto di scrivere per una rivista dell'Università di Oxford. Guidò poi fino alla sua abitazione a Hicks-Beach fino alle 20, non nella sua Mercedes-Benz, ma in "una vecchia Ford scura e trasandata", forse la Ford Corsair presa in prestito da Michael Stoop diverse settimane prima. Alle 20:30 chiamò il Clermont per controllare una prenotazione per la cena con Greville Howard e altri amici. Howard l'aveva chiamato alle 17:15 e gli aveva chiesto se volesse andare a teatro. Lucan aveva però rifiutato e suggerimento di incontrarsi a Clermont alle 23. Non riuscì ad arrivare e non rispose al telefono quando lo chiamarono.

## Omicidio

### La vittima: Sandra Eleanor Rivett
Sandra Eleanor Rivett nacque il 16 settembre 1945 ed era la terza figlia di Albert e Eunice Hensby. La famiglia si era trasferita in Australia quando aveva due anni, ma tornò nel 1955. Sandra era una bambina popolare, descritta a scuola come "intelligente, anche se non eccelleva accademicamente". Lavorò per sei mesi come apprendista parrucchiera prima di trovare lavoro come segretaria a Croydon. A seguito di una storia d'amore fallita, divenne volontaria in un ospedale psichiatrico vicino a Redhill, nel Surrey, dove era stata curata per la depressione. Si fidanzò con un costruttore di nome John e fu assunta come bambinaia per i figli di un dottore a Croydon. Il 13 marzo 1964 diede alla luce un bambino di nome Stephen, ma, dato che il suo rapporto con John stava finendo, tornò a casa per vivere con i suoi genitori e pensò di dare il bambino in adozione. I suoi genitori si assunsero le responsabilità e lo adottarono nel maggio del 1965. Sandra lavorò più tardi in una casa di riposo per anziani, prima di trasferirsi a Portsmouth per stare con la sorella maggiore. Mentre era lì incontrò Roger Rivett. I due si sposarono il 10 giugno 1967 a Croydon. Roger era un marinaio della Royal Navy e in seguito lavorò come caricatore per la British Road Services. Sandra lavorava part-time al Reedham Orphanage di Purley. Nell'estate del 1973 il marito fu assunto su una nave cisterna Esso e tornò al loro appartamento a Kenley pochi mesi dopo, quando Sandra era impiegata in una compagnia di sigarette a Croydon. Il loro matrimonio crollò nel maggio del 1974 quando, sospettoso dei movimenti di Sandra mentre era via, Roger andò a vivere con i suoi genitori. In quel momento Sandra era già nell'elenco di un'agenzia per domestici di Belgravia e lavorava per una coppia di anziani in quel distretto. Alcune settimane dopo iniziò a lavorare per i Lucan.
Sandra normalmente usciva con il suo ragazzo, John Hankins il giovedì sera ma aveva deciso di cambiare la sua notte di riposo e così l'aveva visto il giorno prima. I due parlarono al telefono verso le 20 del 7 novembre. Dopo aver messo a letto i bambini più piccoli, verso le 20:55, chiese a Veronica se voleva una tazza di tè, prima di dirigersi al piano inferiore nella cucina del seminterrato per prepararne una. Mentre entrava nella stanza, fu colpita a morte con un pezzo di tubo di piombo fasciato. Il suo assassino collocò quindi il suo corpo in un sacco di tela. Nel frattempo, chiedendosi cosa avesse trattenuto la sua tata, lady Lucan scese dal primo piano per vedere cosa fosse successo. Chiamò la Rivett dalla cima delle scale del seminterrato e in quel momento anche lei fu aggredita. Mentre lei urlava, il suo aggressore le disse di "stare zitta". Lady Lucan in seguito affermò in quel momento di aver riconosciuto la voce di suo marito. I due apparentemente continuarono a combattere, lei gli morse le dita, e quando lui la scaraventò con la faccia sul tappeto, riuscì a girarsi e a stringergli i testicoli, inducendolo a mollare la presa sulla gola e a rinunciare alla lotta. Quando gli chiese dove fosse la Rivett, l'aggressore fu inizialmente evasivo ma alla fine ammise di averla uccisa. Terrorizzata, lady Lucan gli disse che avrebbe potuto fuggire se solo fosse rimasto a casa per alcuni giorni, per permettere alle sue ferite di guarire. Lucan salì al piano di sopra e mandò a letto sua figlia, poi andò in una delle stanze da letto. Quando Veronica entrò per sdraiarsi, le disse di mettere degli asciugamani sul letto per evitare di macchiare le lenzuola. Lucan le chiese se avesse dei barbiturici e andò in bagno a prendere un asciugamano bagnato, presumibilmente per pulire la faccia di Veronica. Lady Lucan si rese conto che suo marito non sarebbe stato in grado di sentirla dal bagno e scappò, correndo fuori in un vicino pub, il Plumbers Arms.
Lucan sembrerebbe essere arrivato a Chester Square, a casa di Madelaine Florman - madre di un compagno della scuola di Frances - tra le 22 e le 22:30. Sola in casa, la Florman non rispose al campanello, e poco dopo ricevette una telefonata incoerente e mise giù il ricevitore. Macchie di sangue, che dopo l'esame forense si accertò essere una miscela di gruppi sanguigni A e B, furono successivamente scoperti sulla soglia della casa. Lucan certamente chiamò sua madre tra le 22:30 e le 23 e le chiese di andare a prendere i bambini a Lower Belgrave Street. Secondo la madre, le parlò di una "terribile catastrofe" a casa di sua moglie. Le disse che stava passando davanti alla casa quando vide che Veronica stava combattendo con un uomo, nel seminterrato. Disse di essere entrato nella proprietà e di aver trovato sua moglie sotto shock. Il luogo da cui fece questa telefonata, e probabilmente la chiamata a Florman, rimane sconosciuto. La polizia fece irruzione nella casa di lady Lucan e scoprì il corpo di Sandra Rivett prima che sua moglie fosse portata in ambulanza all'ospedale di St. George. Lucan guidò la Ford Corsair presa in prestito dall'amico fino a 68 km da Uckfield, nell'East Sussex, per visitare dei suoi amici, i Maxwell-Scotts. L'incontro di Susan Maxwell-Scott con Lucan fu il suo ultimo avvistamento confermato.

### Indagine

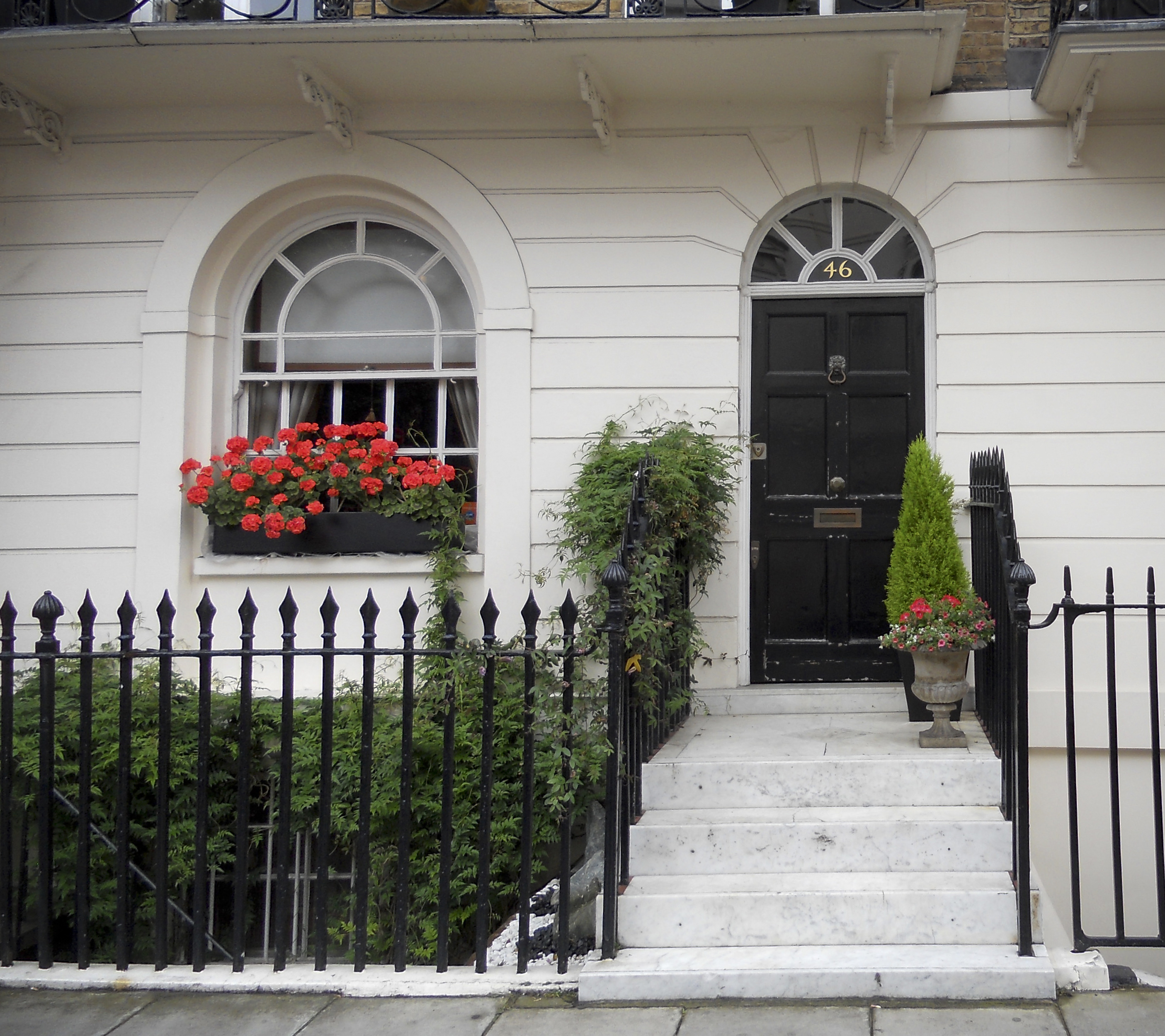
L'ingresso frontale del 46 di Lower Belgrave Street.

Roy Ranson, allora detective sovrintendente capo, arrivò a Lower Belgrave Street all'inizio di venerdì 8 novembre. Il chirurgo della divisione aveva dichiarato la morte di Sandra Rivett e ufficiali della polizia giudiziaria e fotografi erano stati chiamati nella proprietà. A parte la porta d'ingresso, che i primi due agenti della scena avevano preso a calci, non c'era traccia di un'entrata forzata. Un asciugamano macchiato di sangue venne trovato nella camera da letto di Veronica, al primo piano. L'area intorno alla parte superiore della scala del seminterrato era macchiata di sangue. Un tubo di piombo macchiato di sangue giaceva sul pavimento. I quadri appesi alle pareti delle scale erano storti e una balaustra metallica era danneggiata. Ai piedi delle scale, due tazze con i relativi piattini giacevano in una pozza di sangue. Il braccio della Rivett sporgeva dal sacco di tela che giaceva in una pozza di sangue che si espandeva lentamente. Al lampadario in fondo alle scale mancava la lampadina; ne venne notata una nelle vicinanze, su una sedia. Venne trovato del sangue su varie foglie nel giardino posteriore adiacente.
Gli agenti perquisirono anche il numero 5 di Eaton Row, in cui Lucan si era trasferito all'inizio del 1973, e dopo aver interrogato sua madre (che aveva invitato i bambini a casa sua a St John's Wood), la sua ultima residenza sita al 72 di Elizabeth Street. Non venne trovato nulla di sospetto. Sul letto, una tuta e una camicia erano affiancate a un libro sui milionari della spedizione greca. Trovarono il portafoglio di lord Lucan, le chiavi della macchina, dei soldi, la patente, un fazzoletto e gli occhiali sul comodino. Il suo passaporto era in un cassetto e la sua Mercedes-Benz blu parcheggiata fuori con il motore freddo e la batteria scarica. Ranson visitò Veronica Lucan al St George's Hospital. Anche se molto sedata, fu in grado di descrivere cosa le era successo. Le venne assegnato un agente di polizia per proteggerla, nel caso in cui il suo assalitore fosse tornato. Il corpo della Rivett fu portato all'obitorio e fu intrapresa una ricerca di tutte le aree del seminterrato e dei giardini, dei balconi e degli spazi aperti locali.
Dopo aver rimosso il cadavere dal sacco di tela e aver iniziato l'esame post-mortem, il patologo Keith Simpson disse a Ranson di essere sicuro che la Rivett fosse stata uccisa prima che il suo corpo fosse messo nel sacco e che a suo parere il tubo di piombo trovato sulla scena avrebbe potuto essere l'arma del delitto. Il suo ex marito, Roger, aveva un alibi per la notte in questione, e venne dunque eliminato dalla lista dei sospettati nelle indagini della polizia. Altri amici e fidanzati maschi furono interrogati ma non considerati come sospetti. I suoi genitori confermarono che Sandra aveva un buon rapporto di lavoro con lady Lucan e amava molto i bambini. Nel frattempo, lord Lucan risultava irreperibile, e così la sua descrizione fu inviata alle forze di polizia in tutto il paese. Ai giornali e alle televisioni venne detto solo che Lucan era ricercato dalla polizia per essere interrogato.
Qualche ora prima, Lucan aveva chiamato di nuovo sua madre, verso le 00:30. Le disse che l'avrebbe contattata più tardi quel giorno, ma rifiutò di parlare con l'agente di polizia che l'aveva accompagnata nel suo appartamento. Disse invece che avrebbe chiamato la polizia più tardi quella mattina. Ranson scoprì che Lucan era andato a Uckfield quando fu chiamato da Ian Maxwell-Scott, il quale gli disse che Lucan era arrivato a casa sua poche ore dopo l'omicidio e aveva parlato con sua moglie, Susan. Mentre era lì, il conte aveva scritto due lettere a suo cognato, Bill Shand Kydd, che aveva inviato al suo indirizzo di Londra. Maxwell-Scott chiamò anche Shand Kydd nella sua casa di campagna vicino a Leighton Buzzard e gli parlò delle lettere, spingendo quest'ultimo a recarsi immediatamente a Londra per esaminarle. Dopo averle lette e aver notato che erano macchiate di sangue, le portò a Ranson.
La prima diceva:
Caro Bill,
Le circostanze più che orribili che sono sorte stasera le ho brevemente descritte a mia madre. Quando interruppi la colluttazione al Lower Belgrave St. e l'uomo lasciò Veronica, lei mi accusò di averla aggredita. La portai di sopra e mandai Frances a letto e cercai di ripulirla. Si stese a letto per un po' ma non appena fui in bagno lei uscì di casa. Le prove circostanziali contro di me sono forti in quanto V dirà che è stata tutta colpa mia. Anch'io mi riposerò per un po', ma sono solo preoccupato per i bambini. Se riesci a farcela, voglio che vivano con te - Coutts (Trustees) St Martins Lane (Mr Wall) gestirà le tasse scolastiche. V. ha dimostrato il suo odio per me in passato e farebbe qualsiasi cosa per vedermi accusato. Per George e Frances vivere la vita sapendo che il loro padre è stato sul banco degli imputati per il tentato omicidio sarebbe stato troppo.
Tuo
John»
La seconda invece diceva:
C'è una vendita in arrivo a Christies il 27 novembre che coprirà gli scoperti bancari. Si prega di concordare riserve con Tom Craig.
I proventi andranno a:
Lloyds: 6 Pall Mall,
Coutts, 59, Strand,
Nat West, Bloomsbury Branch,
che hanno anche un'Eq. e una Law Life Policy.
Gli altri creditori possono togliersi dai piedi per il momento.
Fortunato»
Quando le venne chiesto perché non avesse immediatamente informato la polizia della presenza di Lucan, Susan Maxwell-Scott disse di non aver visto nessun giornale o notiziario televisivo e di non aver ascoltato alcuna trasmissione radiofonica che l'avrebbe avvertita dell'importanza della sua visita. Nel frattempo i figli di Lucan furono ospitati dalla loro zia, lady Sarah Gibbs, nella sua casa a Guilsborough, nel Northamptonshire, dove sarebbero rimasti per diverse settimane. Il giorno in cui Veronica Lucan fu dimessa dall'ospedale, un'udienza della Corte Suprema confermò che i bambini potevano tornare a vivere con lei. Ripetute intrusioni della stampa costrinsero la famiglia a trasferirsi a casa di un amico a Plymouth.
La Ford Corsair che Lucan era stato visto guidare e i cui dettagli erano stati diffusi il giorno prima in tutto il paese, venne ritrovata la domenica successiva a Norman Road, a Newhaven, a circa 16 miglia (26 km) da Uckfield. Nel bagagliaio vi era un pezzo di tubo di piombo coperto da un nastro chirurgico e una bottiglia di vodka piena. L'auto venne rimossa per l'esame forense. Successive dichiarazioni di due testimoni suggeriscono che era stata parcheggiata lì tra le 5 e le 8 del mattino di venerdì 8 novembre. Il suo proprietario, Michael Stoop, ricevette anche una lettera da Lucan, consegnata al suo club, il St James. Tuttavia, Stoop gettò via la busta e non fu quindi possibile controllare il suo timbro per vedere da dove era stata inviata. Tale lettere diceva:
ho vissuto una notte traumatica di incredibili coincidenze. Comunque non voglio assolutamente annoiarti e non ti coinvolgerò se non per dire che quando ti imbatterai nei miei figli, come spero farai, per favore digli che tu mi conoscevi e che tutto ciò che mi importava erano loro. Il fatto che un avvocato disonesto e un pessimo psichiatra mi abbiano distrutto non avrà alcuna importanza per i bambini. Ho dato a Bill Shand Kydd un resoconto di quello che è successo realmente ma a giudicare dal mio ultimo tentativo in tribunale, nessuno, figuriamoci un giudice di 67 anni - mi avrebbe mai creduto - e non mi interessa nient'altro fuorché che i miei figli debbano essere protetti.
Tuo per sempre,
John»
Ranson sospettò un suicidio, ma una ricerca approfondita nel circondario di Newhaven fu giudicata impossibile. Venne effettuata una ricerca parziale, utilizzando dei cani da traccia, ma furono trovati solo i resti scheletrizzati di un giudice scomparso anni prima. I poliziotti perquisirono il porto. Una ricerca parziale con i raggi infrarossi venne intrapresa l'anno successivo, senza successo. Un mandato per l'arresto di Lucan, chiamato a rispondere delle accuse di aver ucciso Sandra Rivett e di aver tentato di uccidere sua moglie, fu emesso martedì 12 novembre 1974. Suoi identikit, già rilasciati alle forze di polizia in tutto il Regno Unito, vennero poi inviati anche all'Interpol.

### Indagini forensi

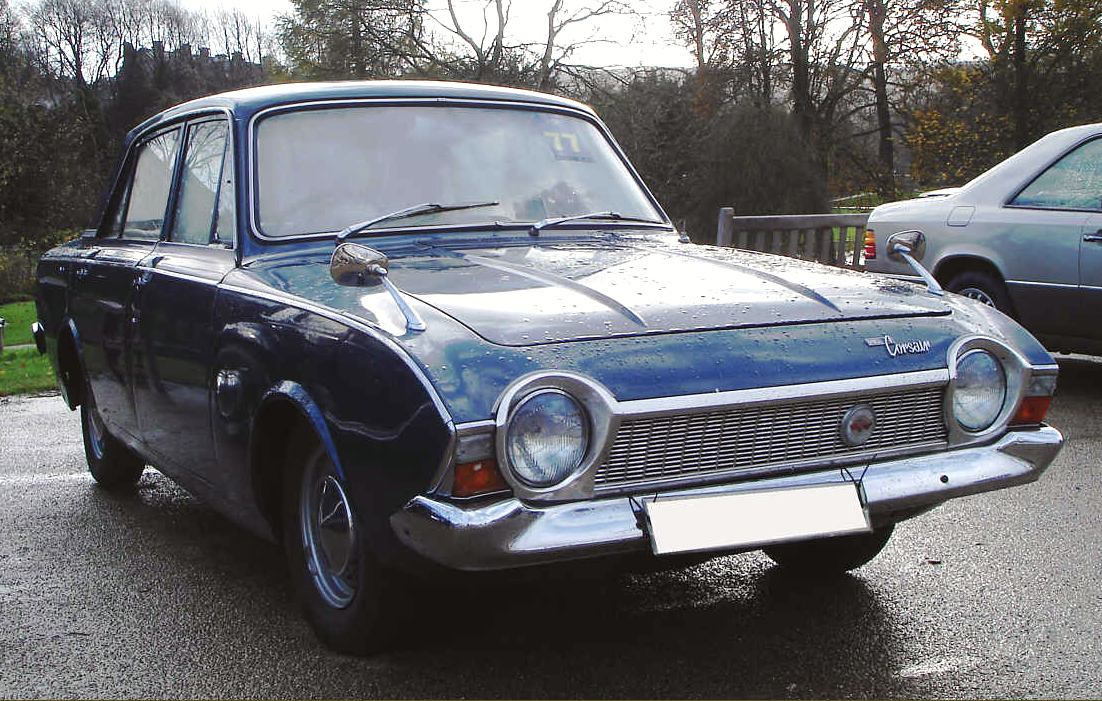
Lord Lucan fu visto guidare una Ford Corsair simile a questa.

Gli investigatori forensi esaminarono i tubi di piombo trovati nella scena del delitto e nel bagagliaio e rivelarono tracce di sangue su quello trovato al 46 di Lower Belgrave Street. Questo si rivelò essere un misto tra il sangue di lady Lucan (gruppo sanguigno A) e Sandra Rivett (gruppo sanguigno B). Sul tubo vennero trovati dei capelli di Veronica Lucan ma nessuno di Sandra Rivett. Il tubo trovato all'interno dell'auto non aveva né sangue né capelli. I tecnici non furono tuttavia in grado di dimostrare in modo definitivo che entrambi i tubi erano stati tagliati da uno stesso pezzo più lungo di tubatura, sebbene lo ritenessero probabile. I nastri avvolti attorno a entrambi erano simili, ma anche questi non potevano essere collegati tra loro in modo definitivo. Le lettere scritte a Bill Shand Kydd erano macchiate di sangue attribuito ad entrambe le donne. La lettera a Michael Stoop non aveva sangue su di essa ma in seguito fu provato che il foglio su cui era scritto era stato strappato da un blocco di scrittura trovato nel bagagliaio della Corsair.
Un esame delle macchie di sangue trovate al 46 di Lower Belgrave Street dimostrò che la Rivett era stata aggredita nella cucina del seminterrato, mentre lady Lucan era stata attaccata in cima alle scale del seminterrato. Le macchie di sangue trovate all'interno della Ford Corsair erano del gruppo sanguigno AB. Il rapporto concludeva che poteva trattarsi di una miscela di sangue di entrambe le donne. Capelli simili a quelli di lady Lucan furono trovati anche all'interno dell'auto.

### Reazione nei media
Nel pomeriggio di venerdì 8 novembre, le prime edizioni dei giornali avevano fotografie dei Lucan sulle loro prime pagine, accompagnate da titoli come "Il corpo nel sacco", "La contessa corre via urlando" e "Assassinio a Belgravia - il conte ricercato". Un incontro di quel giorno al Clermont, tra John Aspinall, Daniel Meinertzhagen, Charles Benson, Stephen Raphael, Bill Shand Kydd e Dominick Elwes, divenne la causa di molte speculazioni sulla stampa. Meinertzhagen e Raphael in seguito insistettero che l'unico scopo del loro incontro era una discussione razionale tra amici preoccupati, desiderosi di condividere tutto ciò che sapevano su ciò che era accaduto. Il rapporto tra la polizia e la cerchia sociale dei Lucan era teso. Alcuni ufficiali si lamentarono che una "mafia di Eton" lavorava contro di loro. Susan Maxwell-Scott rifiutò di aggiungere altro alla sua dichiarazione, e quando alla madre di Aspinall, lady Osborne, venne chiesto se poteva aiutare a localizzare il corpo di Lucan, lei rispose: "L'ultima volta che ne ho sentito parlare, è stato visto dare da mangiare alle tigri nello zoo di mio figlio". Questo spinse la polizia a perquisire la casa e le gabbie degli animali. Lo cercarono in quattordici case di campagna e proprietà, tra cui la Holkham Hall e il castello di Warwick, senza alcun risultato. Il deputato laburista Marcus Lipton si disse preoccupato perché alcune persone "erano un po' altezzose" con la polizia. Benson scrisse una lettera al Times nella quale gli chiedeva di identificare quelle persone o di "ritirare gentilmente le sue osservazioni". Private Eye accusò James Goldsmith di aver partecipato alla riunione al Clermont, quando in realtà si trovava in Irlanda. Dominic Elwes andò a trovare lady Lucan in ospedale e, secondo quanto riferito, rimase profondamente scioccata sia dal suo aspetto che dalla sua affermazione: "Chi è il pazzo adesso?!" Elwes era apparentemente scontento per alcuni commenti negativi della contessa riportati della stampa e in seguito fu ostracizzato dai suoi amici per la sua parte in un articolo critico su Lucan, apparso sul Sunday Times Magazine. Egli si suicidò nel settembre del 1975.
Il caso fece notizia in tutto il mondo. A pochi giorni dall'omicidio, i giornali riferirono la dichiarazione di Veronica Lucan alla polizia, con le affermazioni che lei aveva finto di collaborare con suo marito per garantire la sua sicurezza. Nel gennaio del 1975 Veronica rilasciò un'intervista esclusiva al Daily Express. Lo stesso giornale pubblicò una ricostruzione del delitto, completa di fotografie scattate all'interno della casa.

### Inchiesta

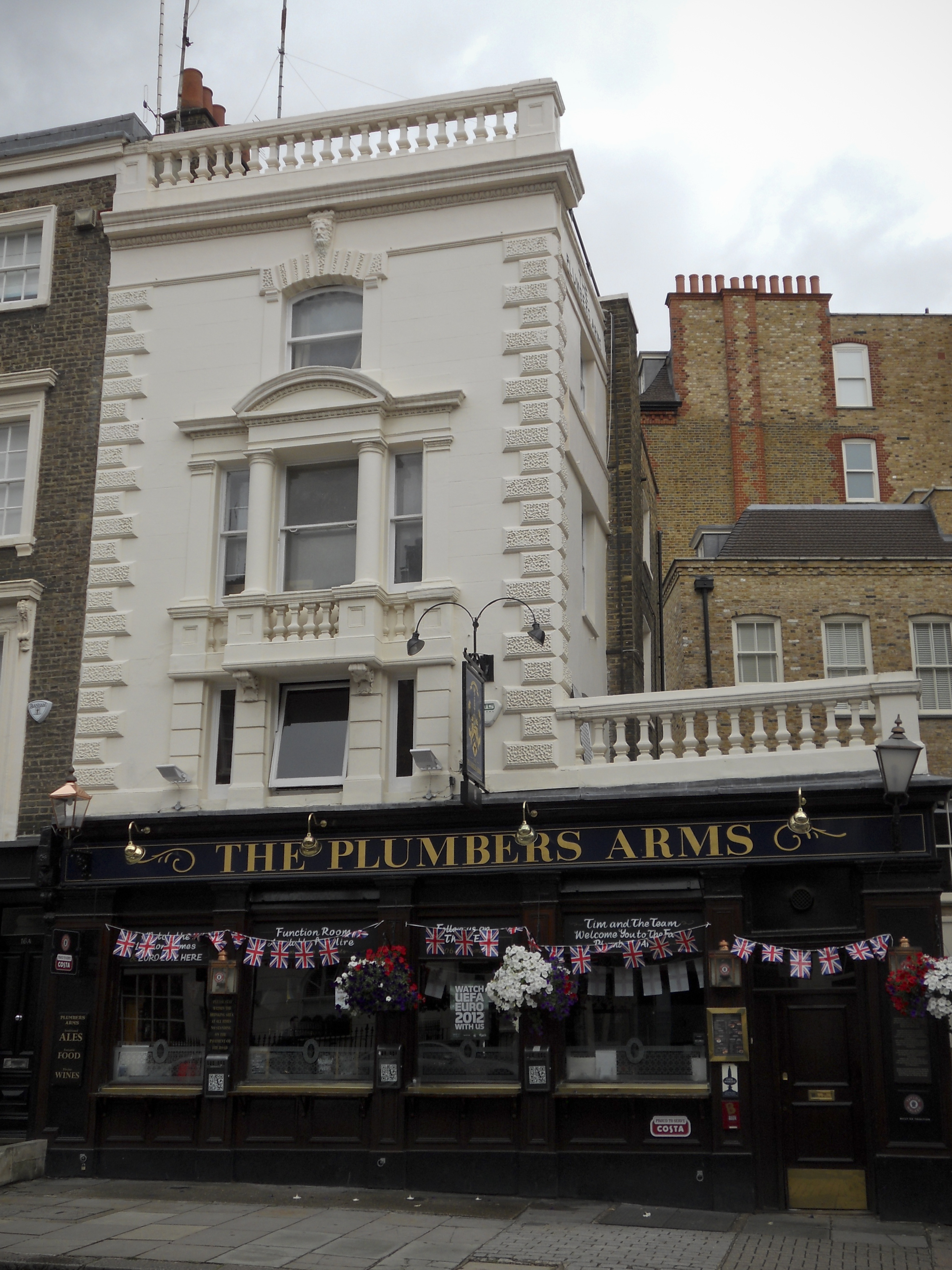
Il pub Plumbers Arms.

L'inchiesta per la morte di Sandra Rivett iniziò il 13 novembre 1974 e venne condotta dal coroner dell'Inner West di Londra, Gavin Thurston. Due testimoni furono chiamati in aula, che era gremita di reporter. Roger Rivett confermò di aver identificato il corpo di sua moglie e il patologo Keith Simpson confermò che la Rivett era morta per un colpo alla testa con uno strumento contundente. Su richiesta di Ranson, l'udienza fu quindi aggiornata. Ulteriori rinvii vennero effettuati tra l'11 dicembre 1974 e il 10 marzo 1975, prima che un'indagine completa fosse prevista per il 16 giugno 1975.
L'udienza iniziò con il giuramento della giuria e le presentazioni dei vari rappresentanti legali, tra cui un avvocato assunto per Lucan da sua madre. Thurston presentò alla giuria il caso e spiegò i loro doveri. Aveva selezionato 33 testimoni da chiamare nei giorni seguenti, tra cui Veronica Lucan, che indossava ogni giorno un cappotto scuro e un velo bianco. Thurston la interrogò sulla sua relazione con Lucan, il suo matrimonio, i suoi affari finanziari, l'impiego della Rivett e quello che era successo la notte dell'attacco. L'avvocato della contessa madre tentò di chiedere a lady Lucan la natura della loro relazione e se odiava suo marito. Thurston decretò che la sua linea di interrogatorio era inammissibile. La detective dell'agenzia investigativa Sally Blower, che aveva raccolto una dichiarazione da Frances il 20 novembre 1974, lesse le parole della ragazza alla corte. Frances aveva sentito un urlo e pochi minuti dopo aveva visto sua madre, con del sangue sul viso, e suo padre entrare nella stanza. Sua madre l'aveva poi mandata a letto. Poi aveva sentito suo padre chiamare sua madre, chiedendo dove fosse, e lo vide mentre lasciava il bagno e scendeva le scale. Descrisse anche di come Sandra Rivett normalmente non lavorasse nei giovedì sera.
Il padrone del The Plumbers Arms descrisse come lady Lucan fosse entrata nel suo bar coperta "dalla testa ai piedi di sangue" prima di cadere in "stato di shock". Affermò che aveva gridato: "Aiutatemi, aiutatemi, sono appena scampata dall'essere stata uccisa" e "I miei figli, i miei figli, ha assassinato la mia tata". Il patologo Keith Simpson delineò il suo esame post-mortem, concludendo che la morte era stata causata da "ferite alla testa con un corpo smussato" e "inalazione di sangue". Confermò che il tubo di piombo trovato sulla scena era probabilmente responsabile delle ferite della Rivett. Disse però che alcune di esse, come quella all'occhio e alla parte sinistra della bocca, era più probabile che fossero state causate da un pugno chiuso. L'ultima persona a confermare di aver visto lord Lucan vivo, Susan Maxwell-Scott, disse alla corte che il conte sembrava "scarmigliato" e i suoi capelli erano "un po' arruffati". Disse che i suoi pantaloni avevano una macchia umida sul fianco destro. Lucan le aveva detto che stava camminando o passando vicino alla casa quando vide Veronica attaccata da un uomo. Era riuscito a entrare ma era scivolato in una pozza di sangue in fondo alle scale. A Maxwell-Scott disse che l'aggressore era scappato, che Veronica era "molto isterica" e che l'aveva accusato di aver ingaggiato un killer per ucciderla.
Terminata l'audizione, Thurston fece un riassunto delle prove presentate e comunicò alla giuria le loro opzioni. Alle 11:45 il portavoce della giuria comunicò che essa aveva ritenuto colpevole lord Lucan. Egli divenne il primo membro della Camera dei lord a essere condannato per omicidio dal 1760 quando Laurence Shirley, IV conte Ferrers, fu impiccato per aver ucciso il suo ufficiale giudiziario. Fu anche l'ultima persona a essere stata condannata per omicidio da un tribunale del coroner. Il potere del coroner di farlo è stato rimosso con il Criminal Law Act 1977.
Gavin Thurston»
Il corpo della Rivett, che era stato trattenuto per diverse settimane dopo l'omicidio, fu consegnato alla sua famiglia e cremato al crematorio di Croydon il 18 dicembre 1974. Un portavoce della polizia citò il desiderio di lady Lucan di non turbare la famiglia come motivo per la sua mancata presenza alla cremazione.

### La difesa di lord Lucan
Gli amici e la famiglia di lord Lucan furono critici nei confronti dell'inchiesta, che ritenevano offrisse una visione unilaterale degli eventi. Sua madre disse ai giornalisti che non aveva alcun "scopo utile". La sorella di Veronica, Christina, disse che provò "grande tristezza e dolore" al verdetto. Susan Maxwell-Scott continuò a rivendicare l'innocenza del conte e affermò di sentirsi "terribilmente dispiaciuta" per la contessa.
Tuttavia, mentre lord Lucan rimaneva assente, la sua descrizione di "una notte traumatica di incredibili coincidenze" proveniva solo dalle lettere che aveva scritto e dalle persone con cui aveva parlato poco dopo l'omicidio della Rivett. Sulla scena non vennero trovate le sue impronte digitali e le sue affermazioni non prevedevano il tubo di piombo scoperto nel bagagliaio della Ford Corsair, le affermazioni da parte di alcuni di aver discusso dell'omicidio di sua moglie o la mancanza di un sospetto valido per l'uomo che affermò di aver visto aggredire la moglie. Non fu trovato alcun segno di un'entrata forzata e gli agenti che tentarono di dimostrare che lord Lucan avrebbe potuto vedere nella cucina del seminterrato, dalla strada, poterono riuscirci solo chinandosi sul marciapiede. La luce del seminterrato non funzionava, rendendo ancora più difficile vedere nella stanza; la sua lampadina - che venne testata e trovata funzionante - era stata trovata rimossa dal suo supporto e lasciata stesa su una sedia. Inoltre, lady Lucan dichiarò di non essere entrata nel seminterrato quella notte, contraddicendo la versione degli eventi del conte. Le affermazioni di sua moglie sono supportate dall'esame forense effettuato sugli spruzzi e sulle macchie di sangue intorno alla proprietà. Alcune tracce del suo sangue furono trovate nel seminterrato, nel giardino sul retro e sul sacco di tela usato per immagazzinare il corpo della Rivett; questo potrebbe essere dovuto alla contaminazione sulla scena. L'uomo che lord Lucan sosteneva di aver visto non poteva aver lasciato la porta principale dello scantinato perché era chiusa a chiave e la porta sul retro conduceva a un giardino recintato attraverso il quale non si trovava traccia di una via di fuga. Nessun segno che l'uomo avesse lasciato dalla porta principale del pianterreno fu scoperto e nessun testimone riferì di aver visto una tale persona vicino al 46 Lower Belgrave Street.
In contrasto con i suoi difensori, la stampa nazionale era quasi unanime nella loro condannare lord Lucan. I giornalisti ignorarono la minaccia di diffamazione e lo identificarono come l'assassino di Rivett.

## Fallimento e proprietà
Documento di prova, 1999»
Mentre la causa di bancarotta di lord Lucan procedeva, nell'agosto del 1975 i suoi creditori vennero informati che il conte aveva debiti non garantiti per 45.000 sterline e passività preferenziali per 1.326 sterline. Le sue attività furono stimate a 22.632 sterline. L'argento di famiglia fu venduto nel marzo del 1976 per circa 30.000 sterline. I rimanenti debiti furono saldati dai proventi del trust di famiglia negli anni immediatamente successivi alla sua scomparsa. Alla sua famiglia fu concesso il diritto di successione sulla sua tenuta nel 1999. Non essendo stato emesso alcun certificato di morte, al suo erede, George Bingham, lord Bingham, fu negato il permesso di ereditare il titolo e il seggio paterno nella Camera dei lord. In seguito all'approvazione del Presumption of Death Act del 2013, Bingham iniziò un nuovo tentativo di far dichiarare morto suo padre, che si rivelò efficace in un'audizione dell'Alta Corte presso il Rolls Building il 3 febbraio 2016. Egli ereditò quindi il titolo del padre, diventando così l'ottavo conte di Lucan.

## Sorte finale del conte e avvistamenti segnalati
Contessa vedova di Lucan»
L'ultimo avvistamento confermato di lord Lucan avvenne all'1:15 dell'8 novembre 1974, quando uscì dal vialetto della proprietà dei Maxwell-Scott, nella Ford Corsair del suo amico. Da allora la sua sorte e il suo ultimo destino rimangono un mistero. Il sovrintendente detective Roy Ranson inizialmente affermò che Lucan aveva "fatto la cosa onorevole" ed era "caduto sulla sua stessa spada", una visione ripetuta pubblicamente da molti amici di Lucan, incluso John Aspinall, che poco prima della sua morte nel 2000 disse: "Credo che il conte fosse colpevole dell'omicidio della Rivett e che il suo corpo giaccia 250 piedi sotto la Manica". Veronica Lucan, che si suicidò nel 2017, riteneva che suo marito si fosse suicidato "come il nobile che era".
Ranson in seguito cambiò idea, spiegando che riteneva più probabile che il suicidio fosse lontano dai pensieri di Lucan, che un annegamento in mare non fosse plausibile e che il conte si fosse trasferito nell'Africa meridionale. Trent'anni dopo l'omicidio, il detective che conduceva una nuova indagine sulla scomparsa di Lucan disse al Daily Telegraph che "le prove sottolineano il fatto che lord Lucan lasciò il paese e visse all'estero per un certo numero di anni". Parlando con lo scrittore John Pearson prima di morire, Susan Maxwell-Scott suggerì che Lucan avrebbe potuto essere aiutato fuori dal paese da oscuri finanzieri clandestini, prima che ciò fosse giudicato un rischio troppo grande e quindi ucciso e sepolto in Svizzera. Una teoria simile venne proposta dal pubblicitario Jeremy Scott che aveva familiarità con alcuni dei soci del Clermont.
La scomparsa di Lucan affascinò l'immaginazione del pubblico per decenni, con migliaia di avvistamenti segnalati in tutto il mondo. Uno dei primi, poco dopo l'omicidio, si rivelò essere un ex politico britannico, John Stonehouse, che aveva tentato di fingere la propria morte. La polizia si recò in Francia nel giugno dell'anno seguente per cercare altre prove senza successo. Un presunto avvistamento in Colombia si rivelò poi essere un uomo d'affari americano. John Miller, un cacciatore di taglie che catturò il rapinatore di treni fuggitivo Ronnie Biggs, dichiarò nel 1982 di aver catturato il conte ma in seguito fu accusato dal News of the World di essere un truffatore. Nel 2003 un ex detective di Scotland Yard pensò di aver rintracciato il conte a Goa, in India. L'uomo che aveva rintracciato era in realtà Barry Halpin, un cantante folk di St Helens. Nel 2007 dei reporter intervistarono in Nuova Zelanda un senzatetto espatriato britannico che i vicini sostenevano essere il conte di Lucan.
Più recentemente, rispondendo alle affermazioni secondo cui i due primogeniti Lucan furono mandati in Gabon nei primi anni ottanta in modo che il loro padre potesse guardarli segretamente "da lontano", George Bingham negò di aver mai visitato il paese. Veronica Lucan respinse le affermazioni del giornale sugli avvistamenti come "assurdità", ribadendo che secondo lei suo marito "non era il tipo di inglese da affrontare una vita all'estero".

## Ascendenza
|                                        |                                        |                                               | Genitori                                      |  |  | Nonni |  |  | Bisnonni                              |  |  | Trisnonni                              |  |
|                                        |                                        |                                               |                                               |  |  |       |  |  | 8. Charles Bingham, IV conte di Lucan |  |  | 16. George Bingham, III conte di Lucan |  |
|                                        |                                        |                                               |                                               |  |  |       |  |  | 8. Charles Bingham, IV conte di Lucan |  |  | 16. George Bingham, III conte di Lucan |  |
|                                        |                                        | 17. Anne Brudenell                            |                                               |  |  |       |  |  | 8. Charles Bingham, IV conte di Lucan |  |  |                                        |  |
| 4. George Bingham, V conte di Lucan    |                                        |                                               |                                               |  |  |       |  |  | 8. Charles Bingham, IV conte di Lucan |  |  |                                        |  |
|                                        |                                        | 9. Cecilia Catherine Gordon-Lennox            | 18. Charles Gordon-Lennox, V duca di Richmond |  |  |       |  |  |                                       |  |  |                                        |  |
|                                        |                                        | 9. Cecilia Catherine Gordon-Lennox            | 18. Charles Gordon-Lennox, V duca di Richmond |  |  |       |  |  |                                       |  |  |                                        |  |
|                                        |                                        | 9. Cecilia Catherine Gordon-Lennox            | 19. Caroline Paget                            |  |  |       |  |  |                                       |  |  |                                        |  |
| 2. George Bingham, VI conte di Lucan   |                                        | 9. Cecilia Catherine Gordon-Lennox            |                                               |  |  |       |  |  |                                       |  |  |                                        |  |
|                                        |                                        | 10. Joseph Spender Clay                       | 20. Henry Clay                                |  |  |       |  |  |                                       |  |  |                                        |  |
|                                        |                                        | 10. Joseph Spender Clay                       | 20. Henry Clay                                |  |  |       |  |  |                                       |  |  |                                        |  |
|                                        |                                        | 10. Joseph Spender Clay                       | 21. Elizabeth Leigh                           |  |  |       |  |  |                                       |  |  |                                        |  |
| 5. Violet Sylvia Blanche Spender Clay  |                                        | 10. Joseph Spender Clay                       |                                               |  |  |       |  |  |                                       |  |  |                                        |  |
|                                        |                                        | 11. Elizabeth Garrett                         | 22. James Perkins Garrett                     |  |  |       |  |  |                                       |  |  |                                        |  |
|                                        |                                        | 11. Elizabeth Garrett                         | 22. James Perkins Garrett                     |  |  |       |  |  |                                       |  |  |                                        |  |
|                                        |                                        | 11. Elizabeth Garrett                         | 23. Caroline Moore                            |  |  |       |  |  |                                       |  |  |                                        |  |
| 1. Richard Bingham, VII conte di Lucan |                                        | 11. Elizabeth Garrett                         |                                               |  |  |       |  |  |                                       |  |  |                                        |  |
|                                        | 12. Richard Dawson, I conte di Dartrey | 24. Richard Thomas Dawson, II barone Cremorne |                                               |  |  |       |  |  |                                       |  |  |                                        |  |
|                                        | 12. Richard Dawson, I conte di Dartrey | 24. Richard Thomas Dawson, II barone Cremorne |                                               |  |  |       |  |  |                                       |  |  |                                        |  |
|                                        | 12. Richard Dawson, I conte di Dartrey | 25. Anne Elizabeth Emily Whaley               |                                               |  |  |       |  |  |                                       |  |  |                                        |  |
| 6. Edward Dawson                       | 12. Richard Dawson, I conte di Dartrey |                                               |                                               |  |  |       |  |  |                                       |  |  |                                        |  |
|                                        |                                        | 13. Augusta Stanley                           | 26. Edward Stanley                            |  |  |       |  |  |                                       |  |  |                                        |  |
|                                        |                                        | 13. Augusta Stanley                           | 26. Edward Stanley                            |  |  |       |  |  |                                       |  |  |                                        |  |
|                                        |                                        | 13. Augusta Stanley                           | 27. Mary Maitland                             |  |  |       |  |  |                                       |  |  |                                        |  |
| 3. Kaitlin Elizabeth Anne Dawson       |                                        | 13. Augusta Stanley                           |                                               |  |  |       |  |  |                                       |  |  |                                        |  |
|                                        |                                        | 14. Richard Meade, IV conte di Clanwilliam    | 28. Richard Meade, III conte di Clanwilliam   |  |  |       |  |  |                                       |  |  |                                        |  |
|                                        |                                        | 14. Richard Meade, IV conte di Clanwilliam    | 28. Richard Meade, III conte di Clanwilliam   |  |  |       |  |  |                                       |  |  |                                        |  |
|                                        |                                        | 14. Richard Meade, IV conte di Clanwilliam    | 29. Elizabeth Herbert                         |  |  |       |  |  |                                       |  |  |                                        |  |
| 7. Elizabeth Meade                     |                                        | 14. Richard Meade, IV conte di Clanwilliam    |                                               |  |  |       |  |  |                                       |  |  |                                        |  |
|                                        |                                        | 15. Elizabeth Kennedy                         | 30. Arthur Kennedy                            |  |  |       |  |  |                                       |  |  |                                        |  |
|                                        |                                        | 15. Elizabeth Kennedy                         | 30. Arthur Kennedy                            |  |  |       |  |  |                                       |  |  |                                        |  |
|                                        |                                        | 15. Elizabeth Kennedy                         | 31. Georgina Mildred Macartney                |  |  |       |  |  |                                       |  |  |                                        |  |
|                                        |                                        | 15. Elizabeth Kennedy                         |                                               |  |  |       |  |  |                                       |  |  |                                        |  |